# Gulpannad lavspinnare
Gulpannad lavspinnare, Eilema pygmaeolum, är en fjärilsart som först beskrevs av Henry Doubleday, 1847. Enligt Artfakta ingår gulpannad lavspinnare i släktet Eilema men enligt Catalogue of Life är tillhörigheten istället släktet Indalia. Enligt båda källorna tillhör gulpannad lavspinnare familjen näbbflyn, Erebidae. Fyra underarter finns listade i Catalogue of Life, Indalia pygmaeola banghaasi (Seitz, 1910), Indalia pygmaeola pallifrons (Zeller, 1847), Indalia pygmaeola pygmaeola (Doubleday, 1847) och Indalia pygmaeola saerdabensis (Daniel, 1939).

## Utbredning
I Finland förekommer arten i de sydligaste landskapen och är rödlistad som Starkt hotad (EN). I Sverige har arten sydostlig utbredning från Skåne till Uppland. Arten saknas i Blekinge och något fynd, av troligen migrerande individer, finns längre norr ut, bland annat i Västerbotten. Artens livsmiljö är torra gräsmarker.

## Bildgalleri

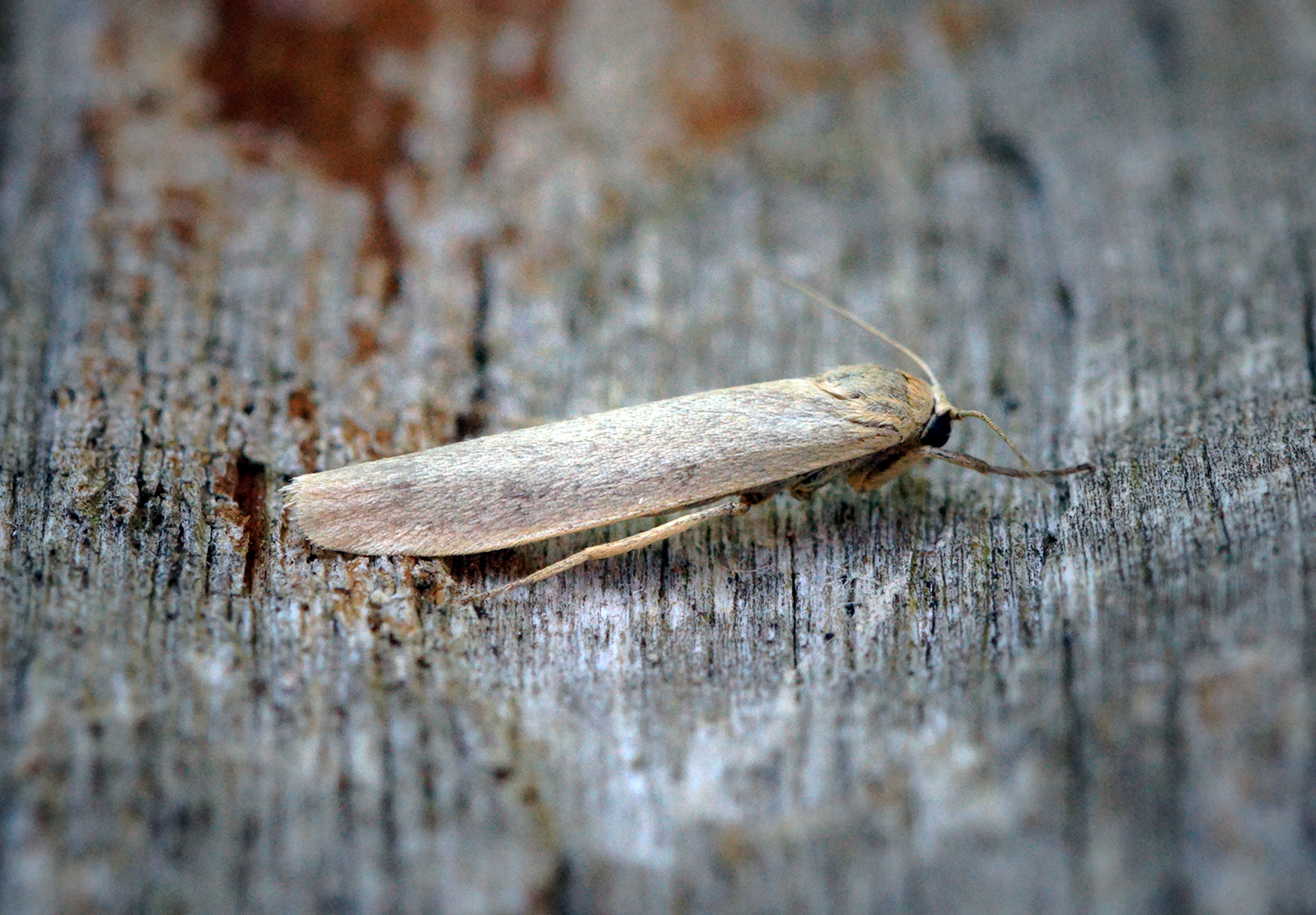
Imago fjäril
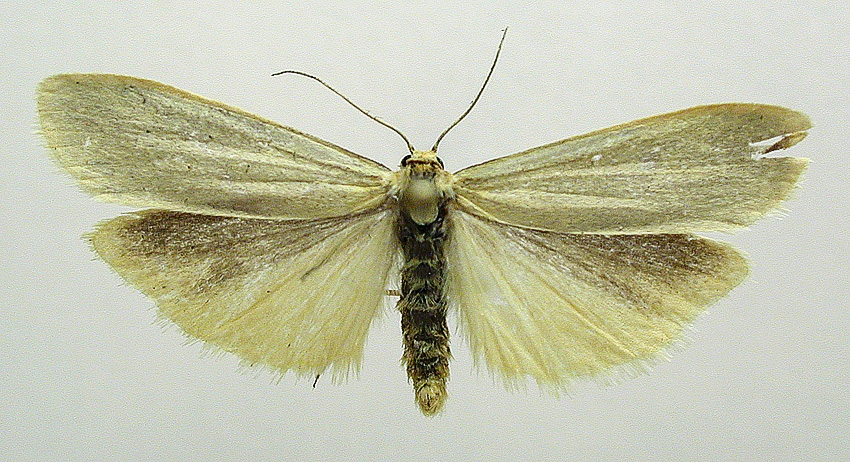
Preparerad (uppnålad) imago fjäril.